# Арнейрос
Арнейрос (порт. Arneiroz)  —  муниципалитет в Бразилии, входит в штат Сеара. Составная часть мезорегиона Сертойнс-Сеаренсис. Входит в экономико-статистический  микрорегион Сертан-ди-Иньямунс. Население составляет 7293 человека на 2007 год. Занимает площадь 1 066,426 км². Плотность населения — 7,2 чел./км².
Праздник города —  14 марта.

## История
Город основан 21 ноября 1864 года. 

## Статистика
- Валовой внутренний продукт на 2004 составляет 25540.433 реалов (данные: Бразильский институт географии и статистики).
- Валовой внутренний продукт на душу населения на 2004 составляет 3.353,96 реалов (данные: Бразильский институт географии и статистики).
- Индекс развития человеческого потенциала на 2000 составляет 0,587 (данные: Программа развития ООН).